# Andrés Ferrari
Andrés Martín Ferrari Malveira (Sauce, Canelones, 3 de enero de 2003) es un futbolista uruguayo. Juega como delantero centro en Sint-Truidense de la Primera División de Bélgica. Fue parte de la selección sub-20 de Uruguay que ganó la Copa del Mundo en 2023.

## Trayectoria
Comenzó a jugar en el club Artigas de Sauce, de su localidad natal, equipo donde realizó su formación infantil. Con 10 años, empezó a alternar entre Defensor Sporting y Peñarol de AUFI, también en categoría infantil. Finalmente se decantó por Defensor Sporting para realizar su formación juvenil.
En octubre de 2021 firmó su primer contrato profesional en Defensor Sporting y al año siguiente el entrenador Héctor "Samantha" Rodríguez comenzó a tenerlo en cuenta en el primer equipo, tras el regreso del club a la máxima categoría del fútbol uruguayo.
Jugó su primer partido con el plantel absoluto el 16 de enero de 2022, fue en un partido amistoso contra Danubio, estuvo los 90 minutos en cancha pero fueron vencidos 0-2.
Debutó como profesional de manera oficial el 29 de mayo de 2022, en la fecha 14 del Torneo Apertura, ingresó en los minutos finales para enfrentar a Deportivo Maldonado en el Estadio Luis Franzini y empataron 1-1.
En el Torneo Intermedio 2022 se enfrentaron a Danubio, Andrés ingresó por Anderson Duarte antes de finalizar el primer tiempo debido a una lesión, al comienzo del complemento convirtió su primer gol oficial y finalmente derrotaron a los de la franja 2-1.
El 5 de abril de 2023, firmó contrato con Villarreal Club de Fútbol por 2,5 millones de euros para incorporarse al equipo español a partir del segundo semestre del año y reforzar al Villarreal "B" de la Segunda División de España. Dejó Defensor Sporting con 30 partidos jugados, 10 goles convertidos y 2 asistencias.
Debutó en la filial el 15 de julio, fue en un amistoso contra FC Wil, ingresó en el comienzo del segundo tiempo, 10 minutos fue suficientes para convertir su primer gol en Europa, finalmente derrotaron al club profesional suizo 0-2. Días después fue citado por Quique Setién, entrenador del primer equipo, para ser parte de un amistoso con el plantel principal, debutó en Villarreal el 22 de julio, fue titular para enfrentar a Hannover 96 pero perdieron 3-0.
Su primer partido oficial fue en la fecha 1 del Torneo de Segunda División española, fue titular pero perdieron 2-0 ante Zaragoza. En la fecha 11 logró convertir sus primeros 2 goles oficiales, contra Burgos pero perdieron 3-2.
Para la temporada 2024-25 fue cedido al Sint-Truidense en busca de más minutos. Debutó en la máxima categoría del fútbol belga el 21 de septiembre de 2024, ingresó en el transcurso del segundo tiempo para enfrentar a Beerschot, en lo que fue una victoria 0-3. En su segunda participación volvió a ingresar en el complemento, 6 minutos le bastaron para convertir su primer gol en el nuevo club y sellar un empate 1-1 frente a Círculo de Brujas.
Tras 30 partidos jugados, 7 goles y 3 asistencias con el club belga, ejecutaron la cláusula de compra por su fichaje el 29 de mayo de 2025.

## Selección nacional
Ha sido internacional con la selección de Uruguay en la categoría sub-20.
Fue citado por primera vez a la selección en septiembre de 2019, por Gustavo Ferreyra, para ser parte del primer grupo de entrenamiento de la generación que jugaría el Sudamericano Sub-20 de 2023. En el primer amistoso de práctica convirtió un gol contra la Tercera División de Wanderers. Fue citado para ser parte de una gira internacional por América Central.
Debutó en la selección el 29 de octubre de 2021, fue titular contra Costa Rica y ganaron por la mínima. Dos días después jugaron la revancha y Uruguay volvió a ganar. Cerraron la gira con dos derrotas frente a la selección de Honduras.
Para culminar el año, en diciembre jugó un cuadrangular internacional amistoso en Chile, donde jugaron contra los locales, Colombia y Paraguay.
Uruguay clasificó a la Copa Mundial Sub-20 y el 12 de abril de 2023 fue citado para ser parte de la primera semana de entrenamientos previos. Posteriormente quedó confirmado en la lista definitiva de 21 jugadores para disputar la Copa del Mundo.
Agendaron 2 partidos amistosos internacionales de preparación. Primero fue contra Honduras el 13 de mayo, fue titular y ganaron 1-0 en el Estadio Belvedere. El 13 de mayo jugaron en el Estadio Centenario contra el campeón de la Copa Asiática, Uzbekistán, nuevamente fue delantero titular y consiguieron el triunfo por 2-0.
El 22 de mayo de 2023 jugó como titular el primer partido de la fase de grupos de la Copa Mundial de Sub-20 contra Irak, al minuto 48 convirtió un gol y ganaron 4-0. Fue titular en el segundo partido, se enfrentaron a Inglaterra pero perdieron 2-3. En el último partido del grupo fue suplente, ingresó en los minutos finales para jugar contra Túnez, ganaron 1-0 pero Ferrari se lesionó en los minutos finales.
Uruguay se coronó campeón del mundo al vencer a Italia por la mínima.

## Estadísticas

### Clubes
Actualizado al último partido citado el 10 de mayo de 2025.
| Club                           | Div.          | Temporada     | Liga  | Liga  | Liga   | Copas nacionales | Copas nacionales | Copas nacionales | Copas internacionales | Copas internacionales | Copas internacionales | Total | Total | Total  |
| Club                           | Div.          | Temporada     | Part. | Goles | Asist. | Part.            | Goles            | Asist.           | Part.                 | Goles                 | Asist.                | Part. | Goles | Asist. |
| ------------------------------ | ------------- | ------------- | ----- | ----- | ------ | ---------------- | ---------------- | ---------------- | --------------------- | --------------------- | --------------------- | ----- | ----- | ------ |
| Defensor Sporting C. · Uruguay | 1.ª           | 2022          | 14    | 1     | 0      | 5                | 4                | 0                | —                     | —                     | —                     | 19    | 5     | 0      |
| Defensor Sporting C. · Uruguay | 1.ª           | 2023          | 10    | 5     | 2      | -                | -                | -                | 1                     | 0                     | 0                     | 11    | 5     | 2      |
| Defensor Sporting C. · Uruguay | Total club    | Total club    | 24    | 6     | 2      | 5                | 4                | 0                | 0                     | 0                     | 0                     | 30    | 10    | 2      |
| Villarreal C. F. "B" · España  | 2.ª           | 2023-24       | 31    | 2     | 0      | —                | —                | —                | —                     | —                     | —                     | 31    | 2     | 0      |
| Villarreal C. F. "B" · España  | Total club    | Total club    | 31    | 2     | 0      | 0                | 0                | 0                | 0                     | 0                     | 0                     | 31    | 2     | 0      |
| Sint-Truidense V. V. · Bélgica | 1.ª           | 2024-25       | 27    | 5     | 3      | 3                | 2                | 0                | —                     | —                     | —                     | 30    | 7     | 3      |
| Sint-Truidense V. V. · Bélgica | 1.ª           | 2025-26       | 0     | 0     | 0      | -                | -                | -                | —                     | —                     | —                     | 0     | 0     | 0      |
| Sint-Truidense V. V. · Bélgica | Total club    | Total club    | 27    | 5     | 3      | 3                | 2                | 0                | 0                     | 0                     | 0                     | 30    | 7     | 3      |
| Total carrera                  | Total carrera | Total carrera | 82    | 13    | 3      | 8                | 6                | 0                | 0                     | 0                     | 0                     | 91    | 19    | 5      |
| 1. 2.                          |               |               |       |       |        |                  |                  |                  |                       |                       |                       |       |       |        |

### Selección
Actualizado al último partido citado el 11 de junio de 2023.
| Selección         | Temporada         | Continental | Continental | Continental | Mundial | Mundial | Mundial | Amistosos | Amistosos | Amistosos | Total | Total | Total  |
| Selección         | Temporada         | Part.       | Goles       | Asist.      | Part.   | Goles   | Asist.  | Part.     | Goles     | Asist.    | Part. | Goles | Asist. |
| ----------------- | ----------------- | ----------- | ----------- | ----------- | ------- | ------- | ------- | --------- | --------- | --------- | ----- | ----- | ------ |
| Sub-20 · Uruguay  | 2021              | -           | -           | -           | -       | -       | -       | 5         | 0         | 0         | 5     | 0     | 0      |
| Sub-20 · Uruguay  | 2022              | -           | -           | -           | —       | —       | —       | 15        | 7         | 0         | 15    | 7     | 0      |
| Sub-20 · Uruguay  | 2023              | -           | -           | -           | 5       | 1       | 0       | 2         | 0         | 0         | 7     | 1     | 0      |
| Sub-20 · Uruguay  | Total sel.        | 0           | 0           | 0           | 5       | 1       | 0       | 22        | 7         | 0         | 27    | 8     | 0      |
| Total selecciones | Total selecciones | 0           | 0           | 0           | 5       | 1       | 0       | 22        | 7         | 0         | 27    | 8     | 0      |
| 1.                |                   |             |             |             |         |         |         |           |           |           |       |       |        |

## Palmarés

### Títulos internacionales
| Título              | Equipo               | Sede      | Año  |
| ------------------- | -------------------- | --------- | ---- |
| Copa Mundial Sub-20 | Selección de Uruguay | Argentina | 2023 |

### Títulos nacionales
| Título       | Equipo               | País    | Año  |
| ------------ | -------------------- | ------- | ---- |
| Copa Uruguay | Defensor Sporting C. | Uruguay | 2022 |

### Distinciones individuales
| Distinción                                  | Año  |
| ------------------------------------------- | ---- |
| Máximo goleador Copa Uruguay (4 goles)      | 2022 |
| Premios AUF - Joven talento del mes (marzo) | 2023 |
| Premios AUF - Equipo ideal del mes (marzo)  | 2023 |